# Pyrausta phaeophoenicea
Pyrausta phaeophoenicea là một loài bướm đêm trong họ Crambidae.